# Myzus ligustri
Myzus ligustri är en insektsart som först beskrevs av Mosley 1841.  Myzus ligustri ingår i släktet Myzus och familjen långrörsbladlöss. Arten är reproducerande i Sverige. Inga underarter finns listade i Catalogue of Life.